# Tram van Angers

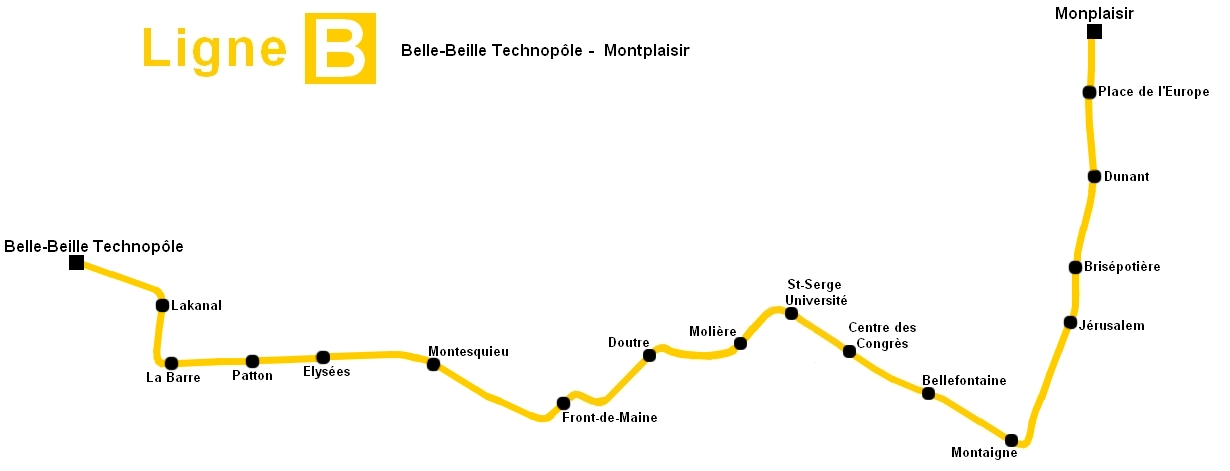
Lijn B

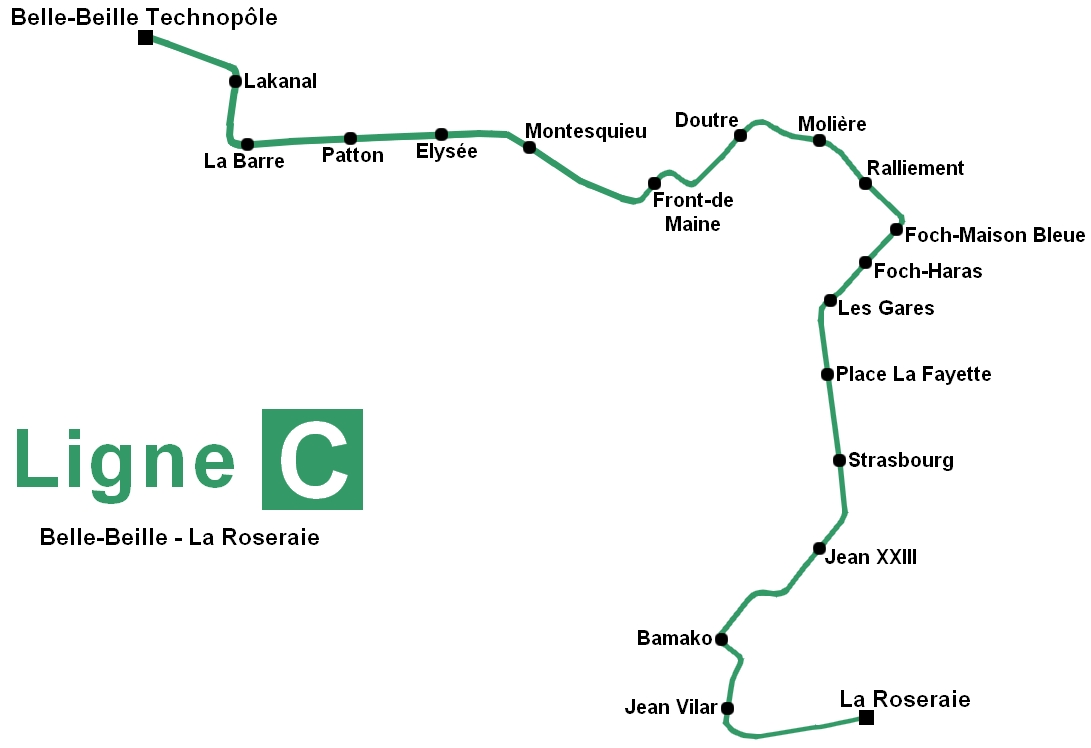
Lijn C

De tram van Angers, soms ook de regenboogtram genoemd, is een tramnetwerk in de Franse stad Angers. Het netwerk wordt gefinancierd door de stadsregio Angers. De tram werd ingehuldigd op 25 juni 2011. Dit is niet het eerste tramnetwerk in Angers: er reed al eens een tram die in 1949 werd opgedoekt.
Het spoornet werd uitgerust met Alimentation par le sol.  Na eerdere ontplooiing in Bordeaux en Reims is de tram van Angers de derde site met een APS-infrastructuur.
Een eerste wijziging na 2011 aan het aanbod ging in gebruik op 4 januari 2021. De route van de (enige) lijn A door het centrum van de stad werd verlegd weg van het oude tracé dat zou worden overgenomen door de dan toekomstige lijn C. Op 8 juli 2023 werd het aanbod dan ook effectief gevoelig uitgebreid en werden twee bijkomende lijnen in gebruik genomen. De totale trajectlengte verdubbelde van 12,3 km naar 22,2 km. Lijn B verbindt de Belle-Beille Campus met Monplaisir, lijn C loopt tussen Belle-Beille Campus en Angers Roseraie. Sindsdien bestaat het netwerk uit vier takken en een centrale lus, en wordt het bediend door de drie lijnen (A, B en C) die gemeenschappelijke takken hebben. Naast de wijken Avrillé en La Roseraie, die al sinds 2011 worden bediend, bedient het netwerk sinds 2023 ook de wijken Belle-Beille in het westen en Monplaisir in het oosten.

## Materieel
Het materieel is van het type Citadis en komt van de firma Alstom: het zijn trams met zwevende wagenbakken.

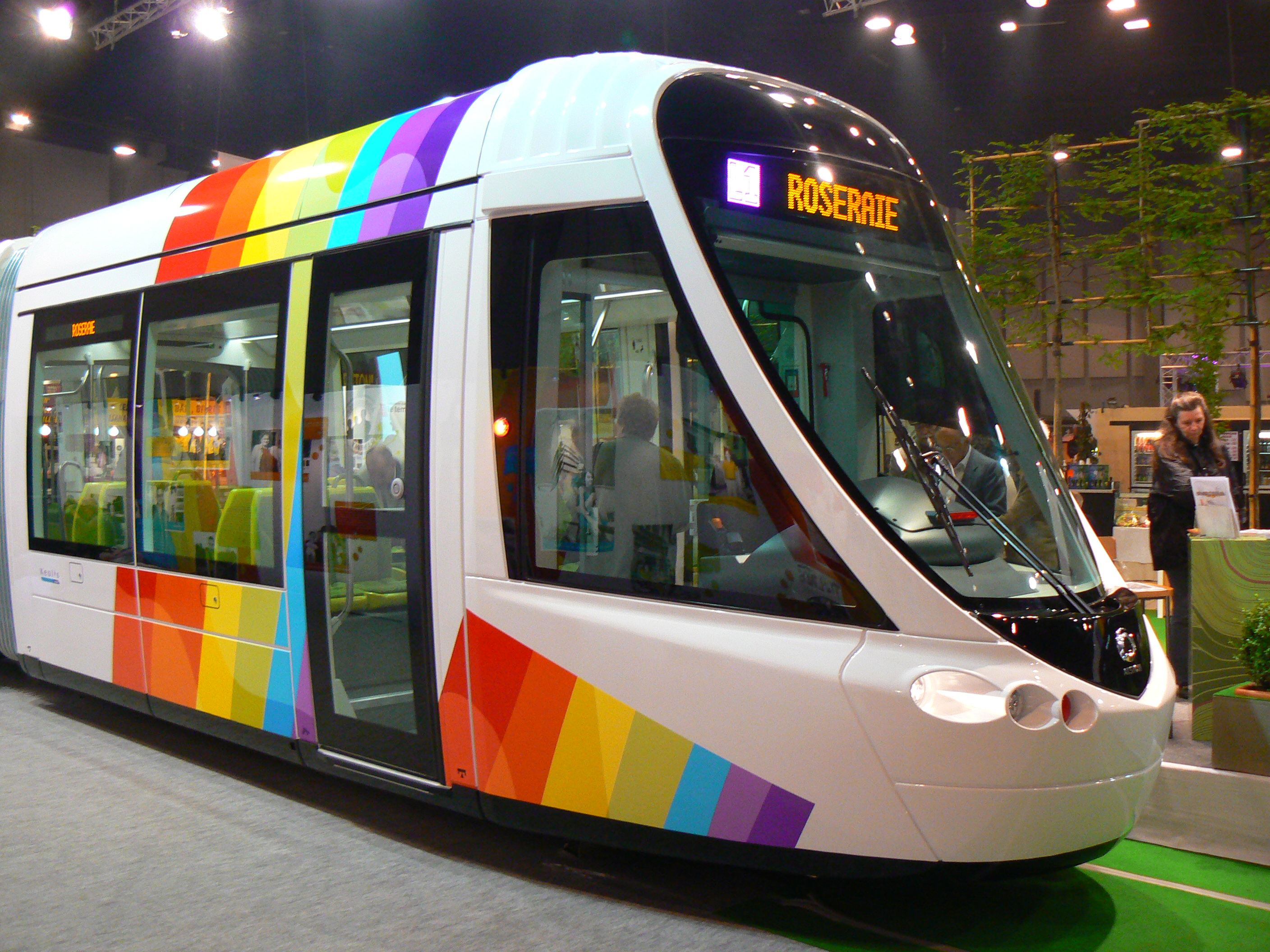
Exterieur van de tram.
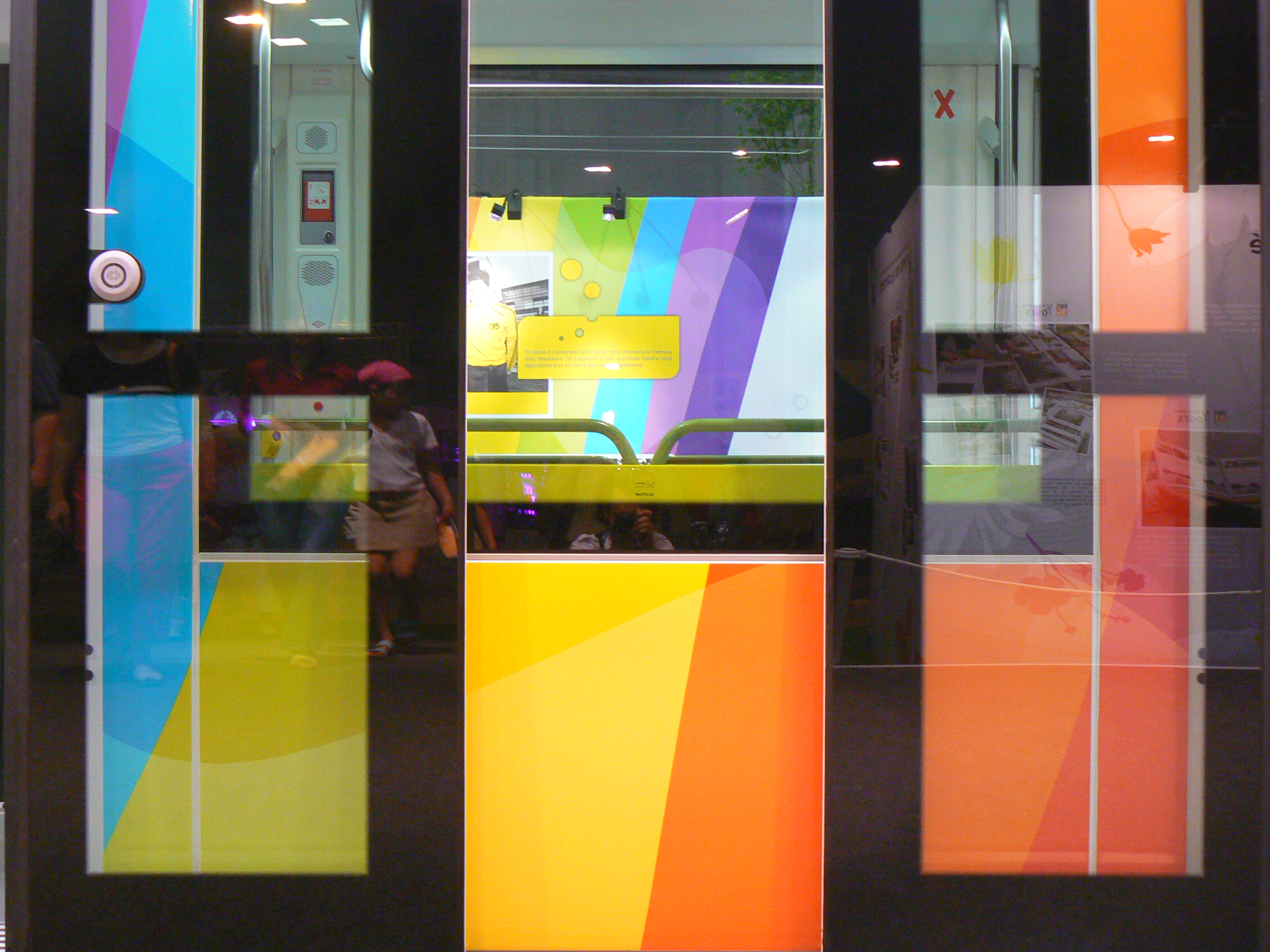
Een Regenboog.
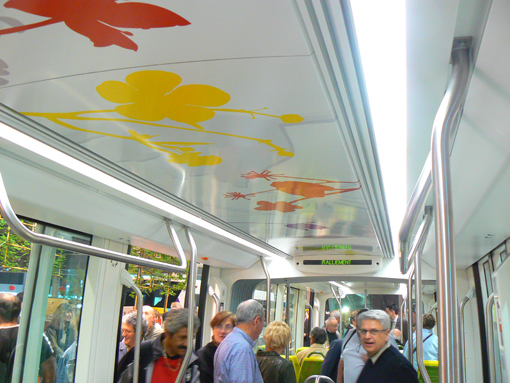
Het plafond met motieven van bloemen.
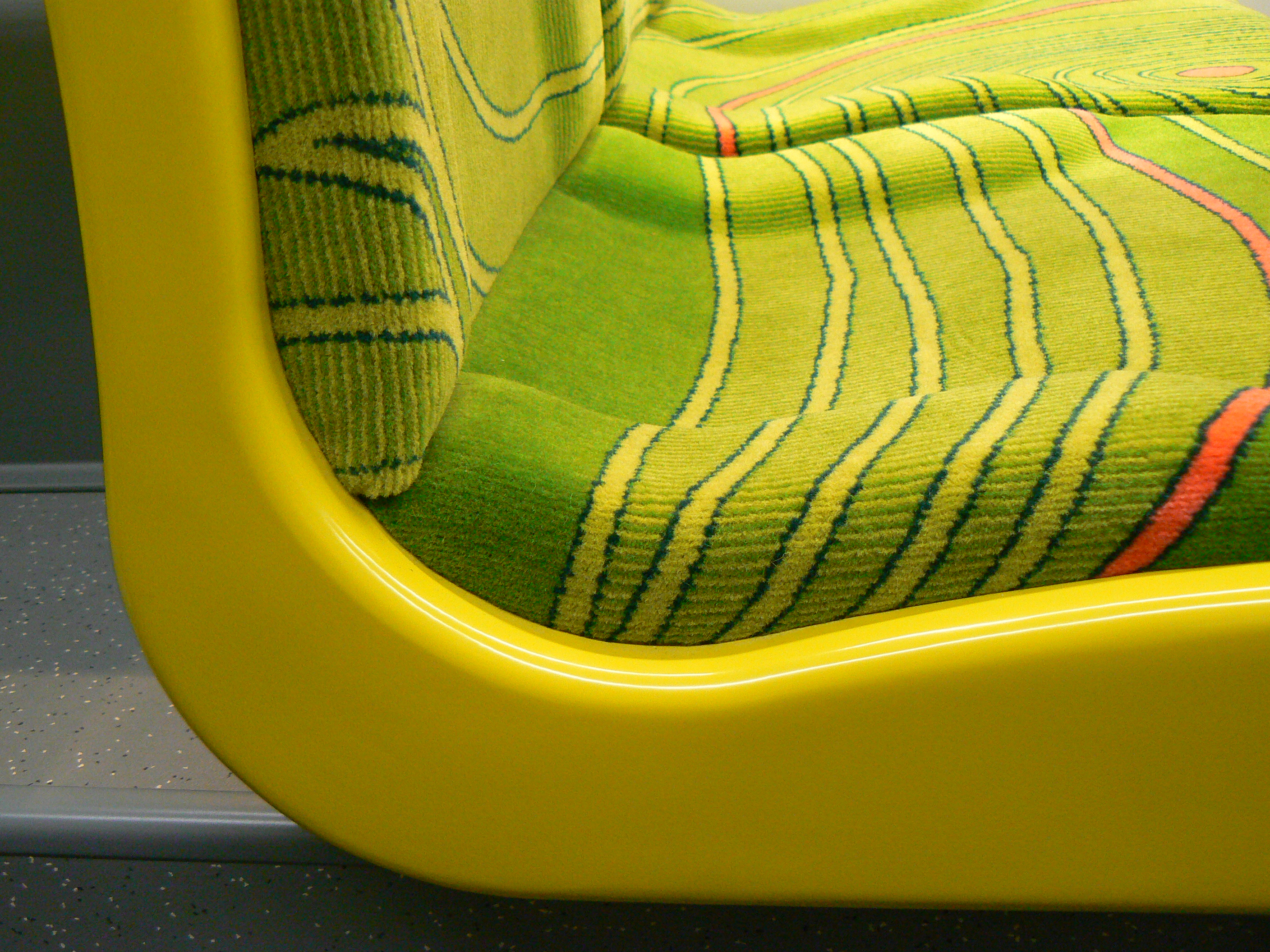
Detail van een stoel, een ontwerp van RCP Design Global.